# Rutenien
Navnet Rutenien (gammel østslavisk: Рoусь, ukrainsk: Русь, latin: Ruthenia) er en latiniseret variant af Rus og er en betegnelse for områder i Østeuropa i senmiddelalderen, der var befolket af østslaviske folkeslag. Rutenien bliver også brugt som betegnelse for regioner og fyrstendømmer, der engang var en del af Kiev rus. På grund af fortsat politisk ustabilitet har udtrykket Rutenien ofte forskellig betydning afhængigt af, hvilken periode det bliver brugt i. Den mest almindelige brug af de to navne Rus og Rutenien dækker et område, der i dag omfatter der nordlige Ukraine og Hviderusland samt tilgrænsende dele af Rusland, Slovakiet og Polen. I nogle tilfælde er ordet forkert oversat som "Rusland".

## Senmiddelalderen
I 1400-tallet hævdede to store lande deres udspring fra Rus: Storfyrstendømmet Moskva og Den Polsk-litauiske personalunion. Områdets slaviske befolkning brugte forskellige former af navnet Rus for deres land, og nogle af disse former er blevet latiniseret.
I 1400-tallet havde Storfyrstendømmet Moskva etableret sin suverænitet over en stor del af det gamle Rus-område, herunder Novgorod, Pskov, og dele af fyrstendømmerne Tjernigov og Perejaslavl. Fra 1547 kaldte dette rige sig selv for Russernes zardømme (eller Rus' zardømme) og hævdede suverænitet over "alle rus'". Dette lagde grunden til den moderne russiske stat. Befolkning i Storfyrstendømmet Moskva var ortodokse og brugte den græske transskription af Rus, "Rossia", frem for den latiniserede form "Ruthenia".
De sydlige områder i det gamle Rus, herunder fyrstendømmerne Galicien-Volhynien, Kievriget og andre blev i 1300-tallet en del af Litauen, som i 1400-tallet sammen med det katolske Polen dannede Den Polsk-litauiske personalunion, der udviklede sig til Den polsk-litauiske realunion. Derfor blev landet ofte omtalt med det latinske navn Ruthenia. Andre stavemåder blev dog også brugt på latin, tysk, fransk, engelsk og andre sprog i denne periode.
Områderne har følgende navne på polsk:
- Rus Halicko-Wołyńska – Fyrstendømmet Galicien-Volhynien
- Rus Halicka – Galicien
- Rus Biała – Hvide Rutenien eller Hviderusland
- Rus Czarna – Sorte Rutenien, en del af det nuværende Hviderusland
- Rus Czerwona – Røde Rutenien eller Galicien
- Rus Podkarpacka – Karpato-Rutenien